# جون کاریکابورو
جون کاریکابورو (انگلیسی: Jon Karrikaburu؛ زادهٔ ۱۹ سپتامبر ۲۰۰۲) بازیکن فوتبال است که به صورت قرضی از رئال سوسیداد در پست مهاجم برای باشگاه لگانس بازی می‌کند.
وی همچنین در تیم ملی فوتبال زیر ۲۱ سال اسپانیا بازی کرده‌است.